# Talara muricolor
Talara muricolor är en fjärilsart som beskrevs av Christian Gibeaux 1983. Talara muricolor ingår i släktet Talara och familjen björnspinnare. Inga underarter finns listade i Catalogue of Life.